# Anqing
Anqing (chiń. 安慶市; chiń. upr. 安庆市; pinyin Ānqìng shì) – miasto o statusie prefektury miejskiej w Chinach, w prowincji Anhui, port nad rzeką Jangcy. Od północy graniczy z Lu’an, z Hefei i Wuhu od północnego wschodu, Chizhou od południowego wschodu, Tongling od wschodu. Od zachodu i południa graniczy z prowincjami Hubei i Jiangxi. W 2010 roku liczba mieszkańców miasta wynosiła 379 701. Prefektura miejska w 1999 roku liczyła 5 989 998 mieszkańców. Siedziba rzymskokatolickiej archidiecezji Anqing. Ośrodek handlu herbatą oraz przemysłu maszynowego, elektronicznego, bawełnianego i spożywczego; miasto posiada własny port lotniczy.

## Podział administracyjny
Prefektura miejska Anqing podzielona jest na:
- 3 dzielnice: Yingjiang, Daguan, Yixiu,
- 2 miasta: Tongcheng, Qianshan,
- 5 powiatów: Huaining, Taihu, Susong, Wangjiang, Yuexi.

## Historia
Miasto zostało założone w II w. p.n.e. w czasie panowania dynastii Han. W średniowieczu otrzymało nazwę Anqing. Od 1853 do 1861 roku znajdowało się pod panowaniem tajpingów. W następnych latach Anqing stało się centrum przemysłu zbrojeniowego.

## Gospodarka
Anqing jest ważnym centrum przemysłu petrochemicznego, tekstylnego, spożywczego, herbacianego oraz motoryzacyjnego.

## Obiekty turystyczne
- Pagoda Zhenfeng z okresu dynastii Ming, położona nad rzeką Jangcy.

## Miasta partnerskie
Anqing prowadzi partnerskie stosunki z dwoma miastami na świecie:
- Calabasas w Stanach Zjednoczonych,
- Ibaraki w Japonii.